# 植松真美
植松 真美（うえまつ まみ、1977年10月27日 - ）は、日本のタレント、女優、モデル、レースクイーン。以前は、本名の植松 真実（読みは同じ）名義で活動。東洋英和女学院大学卒業。

## 来歴・人物
レースクイーンを経て、1999年カネボウ水着キャンペーンガール、サッポロビール生ビールキャンペーンガールを務める。その後、モデル・女優業へ進出。
エステティシャン、ジュニアベジタブル&フルーツマスター、ABCブレッドライセンスの資格を取得している。
2008年11月にハワイで結婚式を挙げている。神田うののブログによると、結婚相手は神田の夫である西村拓郎の友人で、ドラマ『ビューティ7』で共演した神田が「愛のキューピット」役を務めたと語っている。結婚式には同じく『ビューティ7』で共演した伊東美咲も参席している。
また、神田うののブログに、2011年3月に長女を出産したと記載されている。

## 出演

### テレビドラマ
- Shin-D 未来からのラブレター（2000年1月、日本テレビ）
- 君が教えてくれたこと（2000年4月 - 6月、TBS） - 村上知恵 役
- 伝説の教師 第4話（2000年5月6日、日本テレビ） - モモコ 役
- スタイル!（2000年10月 - 12月、テレビ朝日）
- カバチタレ!（2001年1月 - 3月、フジテレビ） - 渋谷ユミ 役
- ビューティ7（2001年7月 - 9月、日本テレビ） - 大城麗子 役
- アンティーク 〜西洋骨董洋菓子店〜（2001年10月 - 12月、フジテレビ）
- リモート（2002年10月 - 12月、日本テレビ） - 三浦ジュン 役
- GOOD LUCK!!（2003年1月 - 3月、TBS） - 庄司恭子 役
- anego[アネゴ]（2005年4月 - 6月、日本テレビ） - 英子 役
- クライマーズ・ハイ（2005年12月10日・17日、NHK総合）
- 松本清張 けものみち（2006年1月 - 3月、テレビ朝日） - 松下莉果 役
- 水曜ミステリー9「刑事吉永誠一 涙の事件簿5 約束の指切り」（2007年1月24日、テレビ東京）
- 土曜ワイド劇場「春らん漫！花の京都熟年探偵団！」（2007年4月21日、テレビ朝日）
- 金曜プレステージ「外科医 鳩村周五郎」（フジテレビ） - 速水朝子 役
  - 外科医 鳩村周五郎 闇のカルテ 3・4（2007年2月16日・2008年3月28日）
  - 外科医 鳩村周五郎 血塗られた挑戦状 1・2（2009年3月27日・8月28日）

### 映画
- ROCKERS（2003年） - あけみ 役
- ゲゲゲの鬼太郎（2007年） - 看護婦 役

### 舞台
- カトル（2004年4月、脚本・演出 和田憲明）

### テレビ番組
- 王様のブランチ（2001年1月 - 9月、TBS）
- 必見!!ココロもカラダもヒーリング ロタ・サイパン癒やし旅（2007年2月12日、静岡放送）
- 静岡発そこ知りとれたて駿河湾!探せ!神秘のめぐみ（2007年2月22日、静岡放送）

### ラジオ
- VENUS ISLAND（STAR digio、1999年4月 - 9月）：水曜担当
- THE RANKING（FMヨコハマ、2002年4月 - 2003年3月）：水曜アシスタント
- MUSIC KINGDOM（FMヨコハマ、2003年4月 - 2005年3月）：水曜アシスタント
- Switch!（JFN系列、2005年10月 - 2008年3月）：金曜パーソナリティ

## 書籍
- 「Happy Body」ダイエット健康本 (2003年、実業之日本社) ISBN 440832194X

### 写真集
- WILD BLUE（1999年5月25日、ソフトガレージ、撮影：塚田和徳）ISBN 4921068224

### 雑誌
- JJ（光文社）かつて専属モデルを務めた。